# Marguerite de Savoie († 1359)
Pour les articles homonymes, voir Marguerite de Savoie.
Marguerite de Savoie, née vers 1274, morte en 1359, est une princesse issue de la maison de Savoie, fille du comte Amédée V de Savoie et marquise de Montferrat par son mariage avec Jean Ier de Montferrat.

## Biographie
Marguerite est la première fille du comte Amédée V de Savoie et de sa première épouse Sibylle de Baugé. Son année de naissance n'est pas exactement connue, ni son rang dans la fratrie. Le généalogiste Samuel Guichenon (1607-1664) la donne comme étant au 6e rang.
Samuel Guichenon indique qu'elle aurait été fiancée au fils du Dauphin de Viennois, Jean II de Viennois, en 1296. Toutefois, ce projet de mariage reçoit un avis défavorable du Boniface VIII. Marguerite est ensuite mariée le 23 mars 1296 à Jean Ier, dit le Juste, marquis de Montferrat,. Ils n'ont pas d'enfants.
Elle devient marquise douairière de Montferrat, à la mort de Jean Ier, en janvier 1305.
Elle meurt en 1359,. En tant que membre de la maison de Savoie, elle est enterrée à l'abbaye d'Hautecombe.